# Rebel – In den Fängen des Terrors
Rebel – In den Fängen des Terrors (Originaltitel Rebel) ist ein Action-Thriller von Adil El Arbi und Bilall Fallah. Der Film erzählt die Geschichte eines jungen Mannes, der seine Familie in Belgien verlässt, um Kriegsopfern in Syrien zu helfen, dort jedoch gezwungen wird, sich dem IS anzuschließen. Die Premiere erfolgte im Mai 2022 bei den Filmfestspielen in Cannes. Der Kinostart in Frankreich erfolgte Ende August 2022, in Belgien Anfang Oktober 2022 und in Deutschland Ende November 2023.

## Handlung
Kamal beschließt, Belgien zu verlassen und nach Syrien zu reisen, um dort den Opfern des Krieges zu helfen. Bei seiner Ankunft wird er jedoch gezwungen, sich einer bewaffneten Gruppe anzuschließen, und sitzt in Raqqa fest. Sein jüngerer Bruder Nassim, der davon träumt, sich ihm anzuschließen, wird zur leichten Beute für die radikalen Rekrutierer des Dschihad. Ihre Mutter Leila versucht Nassim zu beschützen, den einzigen Sohn, der ihr geblieben ist.

## Produktion

### Regie und Drehbuch
„Musikalische und poetische Elemente erreichen das Publikum auf eine andere Art und Weise, als es normale Szenen können.“

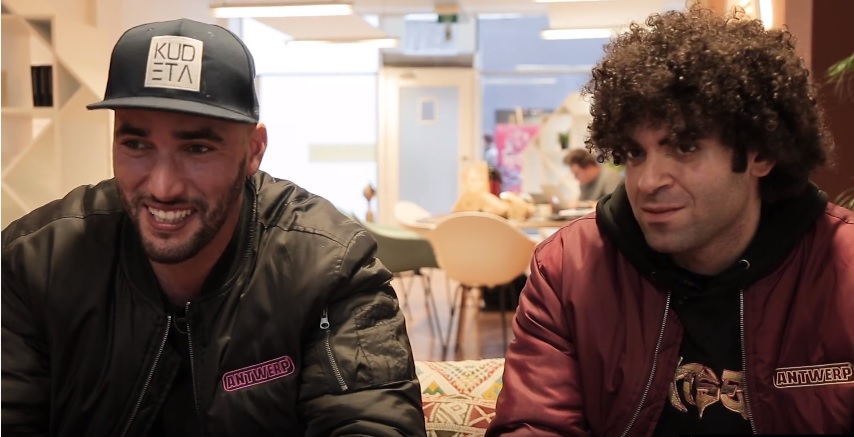
Regie führten Adil El Arbi und Bilall Fallah

Regie führten Adil El Arbi und Bilall Fallah. Es handelt sich bei Rebel um den fünften gemeinsamen Spielfilm der flämischen Regisseure. Der letzte war Bad Boys for Life mit Will Smith in der Hauptrolle. El Arbi und Fallah kennen sich von der Filmschule und arbeiten seitdem zusammen. Gemeinsam mit Kevin Meul und Jan van Dyck schrieben sie auch das Drehbuch für Rebel.
Sie wollten mit Rebel so etwas wie Tausendundeine Nacht machen, jedoch eher eine Albtraumparabel erzählen und wählten hierfür einen zeitlosen und ins Surreale gehenden Ansatz. Der Film enthält daher eine Vielzahl von Musikszenen und dazu choreografierte Tanzeinlangen. Diese seien schwieriger als die Kriegsszenen zu drehen gewesen, da bei den Aufnahmen sowohl der Kameramann als auch die Schauspieler und Statisten im richtigen Tempo sein mussten.
Der Film ist in Kapitel unterteilt, ähnlich wie viele Geschichten in der arabischen Kultur. Am Ende des Films erfährt der Zuschauer, dass im Syrienkrieg 495.000 Menschen gestorben sind, darunter 25.000 Kinder, und dieser noch andauert.

### Besetzung, Dreharbeiten und Filmschnitt
Amir El Arbi ist in der Rolle von Nassim Wasaki zu sehen. Aboubakr Bensaihi spielt dessen älteren Bruder Kamal, der nach Syrien geht, und Lubna Azabal ihre Mutter Leila. Azabal ist eine bekannte belgische Schauspielerin. Bensaihi, vor allem bekannt aus der Fernsehserie Thuis, stammt aus dem belgischen Molenbeek, wo er in einem Viertel mit Menschen aufwuchs, die dem IS angehörten. El Arbi war während der Dreharbeiten 10 Jahre alt. Tara Abboud, die im Film in der Rolle von Noor zu sehen ist, ist eine jordanische Palästinenserin und hatte Menschen aus Raqqa, wo sich das Zentrum des IS befand, interviewt.
Wie bei Bad Boys for Life fungierte der Belgier Robrecht Heyvaert als Kameramann. Die Dreharbeiten fanden in Jordanien statt. Die Aufnahmen dort dienten als syrische Kulisse. Viele der Statisten und Schauspieler waren Flüchtlinge aus Syrien und dem Irak. Die Entwicklung des Projekts, das Schreiben des Drehbuchs und die Dreharbeiten, die im Frühjahr/Sommer 2017 erfolgten, dauerten insgesamt acht Jahre.
Insgesamt entstanden vier Stunden Filmmaterial. Beim Filmschnitt mit Filmeditor Frédéric Thoraval ging es El Arbi und Fallah darum, dass Rebel von einem möglichst breiten Publikum gesehen werden kann. Sie mussten daher einige äußerst gewalttätige Szenen herausnehmen oder kürzen.

### Verwendung von Musik im Film
Die Filmmusik komponierte Hannes De Maeyer. Zu der Verwendung der Musik und der dazu choreografierten Tanzeinlangen in ihrem Film erklärte El Arbi: „Musik, Poesie und Tanz erreichen das Publikum auf eine sehr tiefe und bedeutungsvolle Art und Weise, und zwar auf eine tiefere Art und Weise, als wenn es nur Dialogszenen wären.“ Außerdem hatten sie aufgrund des Verbotes des IS von Musik und Instrumenten sowie Frauenstimmen und Tanz das Gefühl, eine musikalische Komponente dagegen halten zu müssen. Oft würde man vergessen, dass Musik auch in der muslimischen Kultur ein sehr wesentlicher Bestandteil ist.

### Marketing und Veröffentlichung
Die Premiere von Rebel erfolgte am 26. Mai 2022 bei den Filmfestspielen in Cannes, wo der Film in der Séances de minuit gezeigt wurde. Der Kinostart in Frankreich erfolgte am 31. August 2022 und in Belgien am 5. Oktober 2022. Im November 2022 wurde er beim Stockholm International Film Festival und Anfang Dezember 2022 beim Red Sea International Film Festival gezeigt. Der erste Trailer wurde im August 2023 vorgestellt. Am 15. September 2023 kam der Film in ausgewählte US-Kinos. Der Kinostart in Deutschland erfolgte am 30. November 2023.

## Rezeption

### Altersfreigabe
In Deutschland wurde der Film von der FSK ab 16 Jahren freigegeben. In der Freigabebegründung heißt es, der Film enthalte einige Szenen, in denen Menschen bedroht, psychisch unter Druck gesetzt und körperlich gefoltert werden, teilweise mit Beleidigungen und diskriminierender Sprache verbunden. Auch gebe es im Kriegskontext einige drastische, teils extreme Verletzungsdarstellungen. Gewalt werde jedoch in keiner Weise reißerisch ausgespielt oder verharmlost.

### Kritiken
Von den bei Rotten Tomatoes aufgeführten Kritiken sind 91 Prozent positiv bei einer durchschnittlichen Bewertung mit 7,5 von 10 möglichen Punkten.
Von der Deutschen Film- und Medienbewertung wurde Rebel mit dem Prädikat Besonders wertvoll versehen. In der Begründung heißt es, Adil El Arbis und Bilall Fallahs Dramaturgie sei gewagt, und dass die Regisseure an entscheidenden Stellen Videoclip-ähnliche Elemente wählen, sei nicht nur unorthodox, sondern auch extrem mutig. Es seien jedoch gerade diese poetisch-choreographierten Elemente, die besser als jeder Text oder Augenaufschlag die so unendliche Gefühlswelt abbilden könnten. Mit den harten Schnitten, lauten Tönen und der derben Sprache wirke das alles wie ein Actionfilm, der Film sei aber sehr viel mehr als Actionkino: „Näher an Menschen wie Kamal, seiner Familie und seinen Freunden kann Kino gar nicht sein.“ Die Story sei dicht und logisch, erzähle von Macht und Ohnmacht, Manipulation und Verderben. Rebel vorurteile dabei nicht, sondern erkläre, zeige keine expliziten Ansichten von Tod und Verstümmelung, sondern lasse diese Gewalt in den Köpfen des Publikums entstehen. Rebel erzähle das alles zwar aus rein muslimischer Sicht, richte sich aber dennoch an ein weit gefächertes Publikum. Der Film habe die Kraft, Augen zu öffnen, muslimischen Jugendlichen für falsche Propheten, und einem kinogehenden Bildungsbürgertum für das Leben einer Randgruppe, zu der es doch höchst selten Zugang hat.

### Auszeichnungen
Film Festival Oostende 2023
- Nominierung für die Beste Musik[14]

Luxemburger Filmpreis 2023
- Nominierung als Beste Koproduktion – Spielfilm[15]

Magritte 2023
- Nominierung als Beste Hauptdarstellerin (Lubna Azabal)
- Nominierung als Bester Hauptdarsteller (Aboubakr Bensaihi)
- Nominierung als Bester flämischer Film (Adil El Arbi und Bilall Fallah)
- Auszeichnung für die Beste Filmmusik (Hannes De Maeyer, Oum und Aboubakr Bensaihi)[16]